# Eric Axel Oscar Palm
Eric Axel Oscar Palm, född 8 februari 1813 i Ekeby församling, Örebro län, död 28 april 1849 i Stockholm (Katarina), var en svensk orgelbyggare i Stockholm.

## Biografi
Palm föddes 8 februari 1813 på Prästgården i Ekeby socken, Örebro län. Han var son till inspektorn Lars Palm (född 1779) och Johanna Charlotta Lithell (1782–1815). Hans fader var även bokhållare. 1814 flyttade familjen till Norrköping.
Palm flyttade 1835 till Hovkvarteret 180 i Vadstena. Han kom där att arbeta som handelsbokhållare. Palm flyttade 1836 till Hovkvarteret 240. Han flyttade 1838 tillbaka till Hovkvarteret 180. Palm flyttade 1841 till Skänninge tullhus i Vadstena.
Han bosatte sig 1843 i Klara församling, Stockholm och blev elev hos orgelbyggaren Johan Lund. Palm flyttade 16 december 1843 till Norrtälje där han fortsatte att vara elev hos Lund.
Han gifte sig 1845 med Sjöberg och började arbeta som självständig orgelbyggare samma år. 1847 flyttade familjen till Katarina församling Stockholm.

### Familj
Palm gifte sig 9 augusti 1845 i Norrtälje med Josephina Margreta Constantina Sjöberg (född 1821). De fick tillsammans dottern Erica Josephina Emelia (född 1845).

## Orglar
| År   | Ursprunglig kyrka | Stift      | Bild | Manualer | Pedal | Stämmor | Bevarad orgel/fasad | Övrigt        |
| ---- | ----------------- | ---------- | ---- | -------- | ----- | ------- | ------------------- | ------------- |
| 1837 | Orlunda kyrka     | Linköpings |      |          |       |         |                     |               |
| 1842 | Axbergs kyrka     | Strängnäs  |      |          |       |         |                     | Ombyggnation. |
| 1842 | Gottröra kyrka    | Uppsala    |      |          |       |         |                     |               |

### Reparationer
| År   | Ursprunglig kyrka  | Stift   | Bild | Manualer | Pedal | Stämmor | Bevarad orgel/fasad | Övrigt      |
| ---- | ------------------ | ------- | ---- | -------- | ----- | ------- | ------------------- | ----------- |
| 1843 | Sabbatsbergs kyrka |         |      |          |       |         |                     | Reparation. |
| 1844 | Närtuna kyrka      | Uppsala |      |          |       |         |                     | Reparation. |